# Летняя ночь. Швеция
«Летняя ночь. Швеция» — спектакль, поставленный в театре — студии «У Никитских ворот» режиссёром Марком Розовским в 1989 году. Спектакль поставлен по пьесе «Одна ночь шведского лета» шведского режиссёра, актёра и писателя Эрланда Юсефсона. Спектакль посвящён памяти известного советского режиссёра Андрея Тарковского (1932)— 1986).

## В ролях
- Игорь Старыгин — режиссёр Андрей Тарковский[2]
- Сергей Десницкий[3][4]